# Aussonne
 Aussonne  là một xã thuộc tỉnh Haute-Garonne trong vùng Occitanie ở tây nam nước Pháp. Xã nằm ở khu vực có độ cao trung bình 145 mét trên mực nước biển.

## Di tích

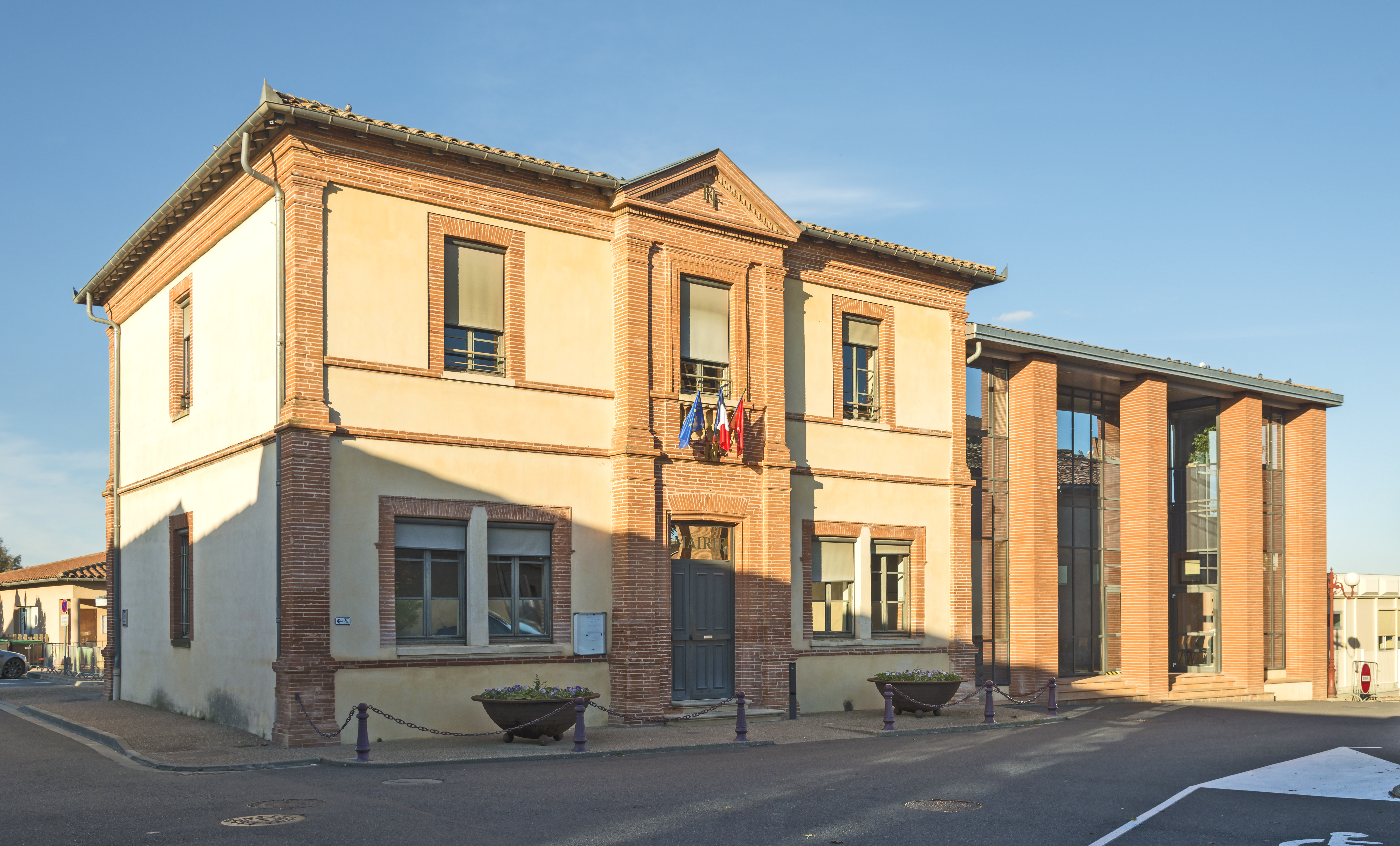
Hội trường thành phố
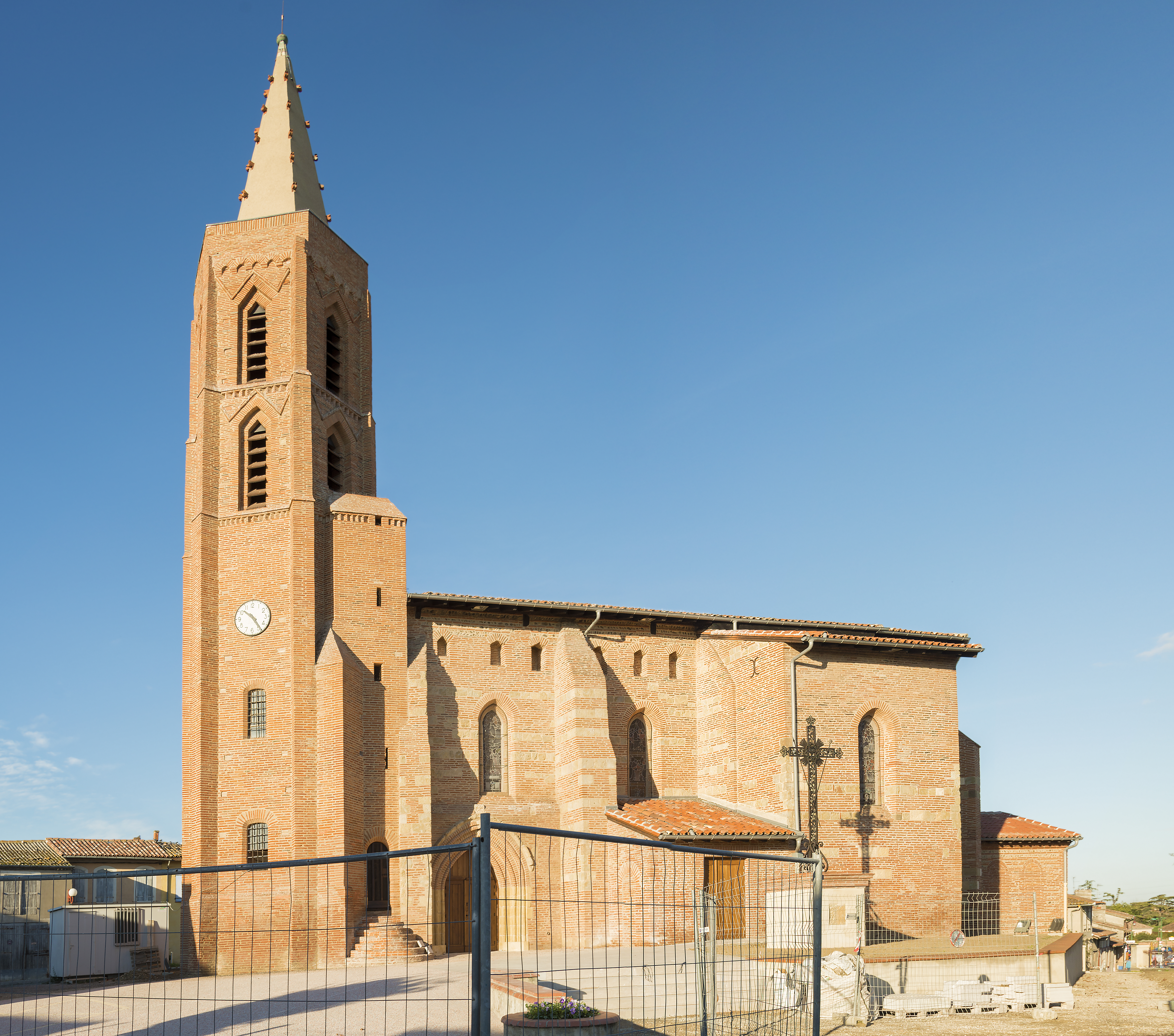
nhà thờ
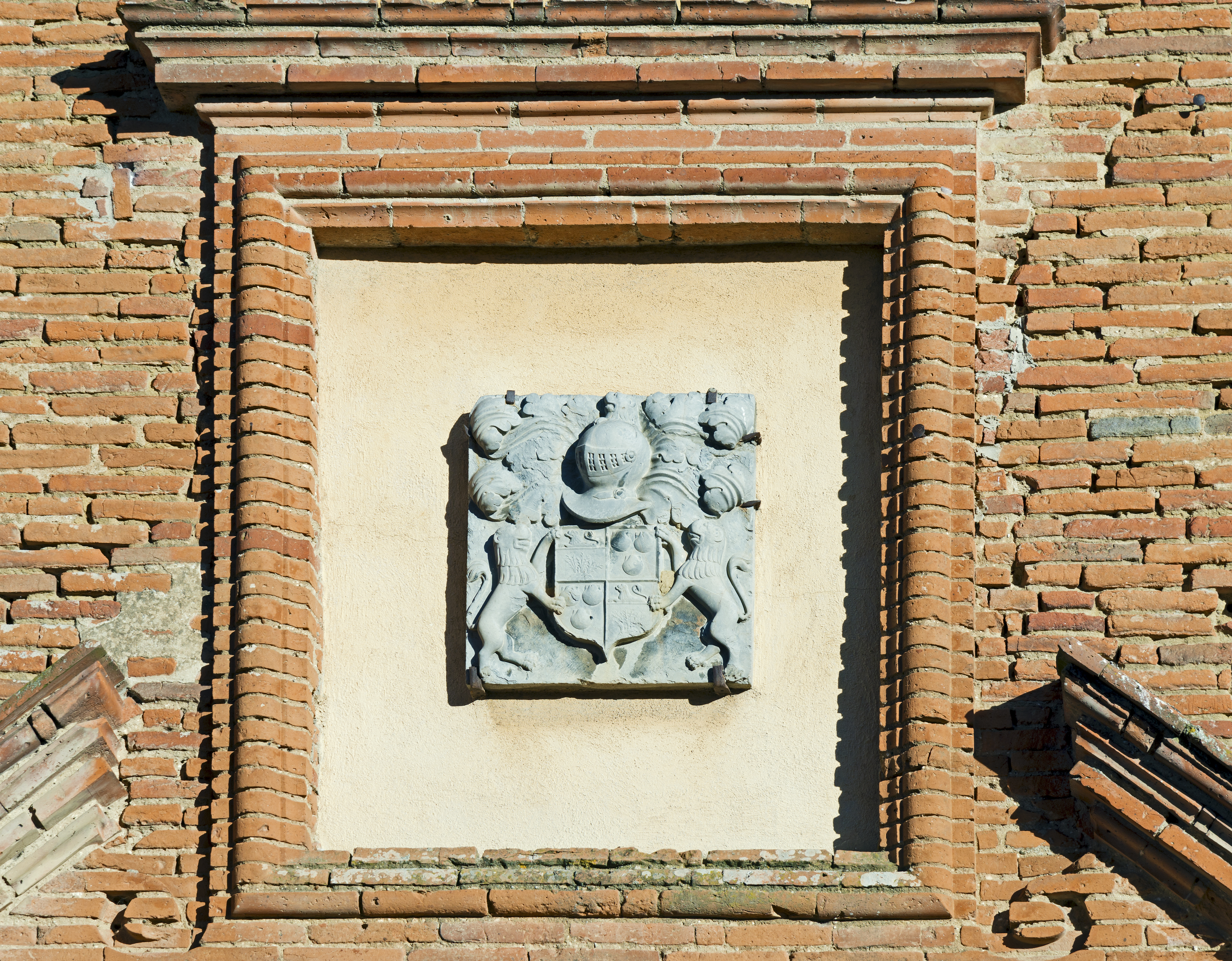